# Pseudodiploria
Pseudodiploria is een geslacht van koralen uit de familie van de Mussidae.

## Soorten
- Pseudodiploria clivosa (Ellis & Solander, 1786)
- Pseudodiploria strigosa (Dana, 1846)